# Margouët-Meymes
Margouët-Meymes (gaskognisch: Margoèt e Mèimers) ist eine französische Gemeinde mit 159 Einwohnern (Stand 1. Januar 2022) im Département Gers in der Region Okzitanien; sie gehört zum Arrondissement Mirande.

## Geografie
Margouët-Meymes liegt rund 40 Kilometer (Luftlinie) westnordwestlich der Stadt Auch im Westen des Départements Gers. Sie gehört zum Weinbaugebiet Côtes de Saint-Mont und zum Weinbrandgebiet Armagnac. Zahlreiche Gewässer entspringen im oder durchqueren das Gemeindegebiet. Am bedeutendsten ist der Fluss Douze. Zudem gibt es mehrere Stauseen auf dem Gemeindegebiet. Einige Kilometer nördlich der Gemeinde führt die Route nationale 124 vorbei. Die nächstgelegene Bushaltestelle ist Dému an der Linie 934 (Auch – Mont-de-Marsan).
Umgeben wird Margouët-Meymes von den Nachbargemeinden Séailles im Norden, Dému im Nordosten, Castillon-Debats im Osten, Lupiac im Südosten, Aignan im Süden und Westen sowie Avéron-Bergelle im Nordwesten.

## Geschichte
Die Gemeinde lag in der Gascogne und gehörte dort zur Region Bas-Armagnac. Von 1793 bis 1801 gehörte Margouët-Meymes zum Distrikt Nogaro, zudem von 1793 bis 1801 zum Kanton Lupiac. Danach war sie bis 2015 dem Wahlkreis (Kanton) Aignan zugeteilt. Die Gemeinde wechselte zwischen 1790 und 1801 mehrfach den Namen. Zuerst nannte sie sich Montagne-la-Douze, danach Meymes und trägt erst seit 1801 den heutigen Namen.

## Bevölkerungsentwicklung
| Jahr                       | 1962 | 1968 | 1975 | 1982 | 1990 | 1999 | 2006 | 2020 |
| Einwohner                  | 302  | 302  | 231  | 207  | 185  | 173  | 192  | 157  |
| Quellen: Cassini und INSEE |      |      |      |      |      |      |      |      |

## Sehenswürdigkeiten
- Kirche Saint-Jean-Baptiste in Margouët
- Kirche von Le Parré
- Ruine der Kirche von Lartigole
- zahlreiche Wegkreuze
- zwei Madonna-Statuen in Margouët und Le Parré

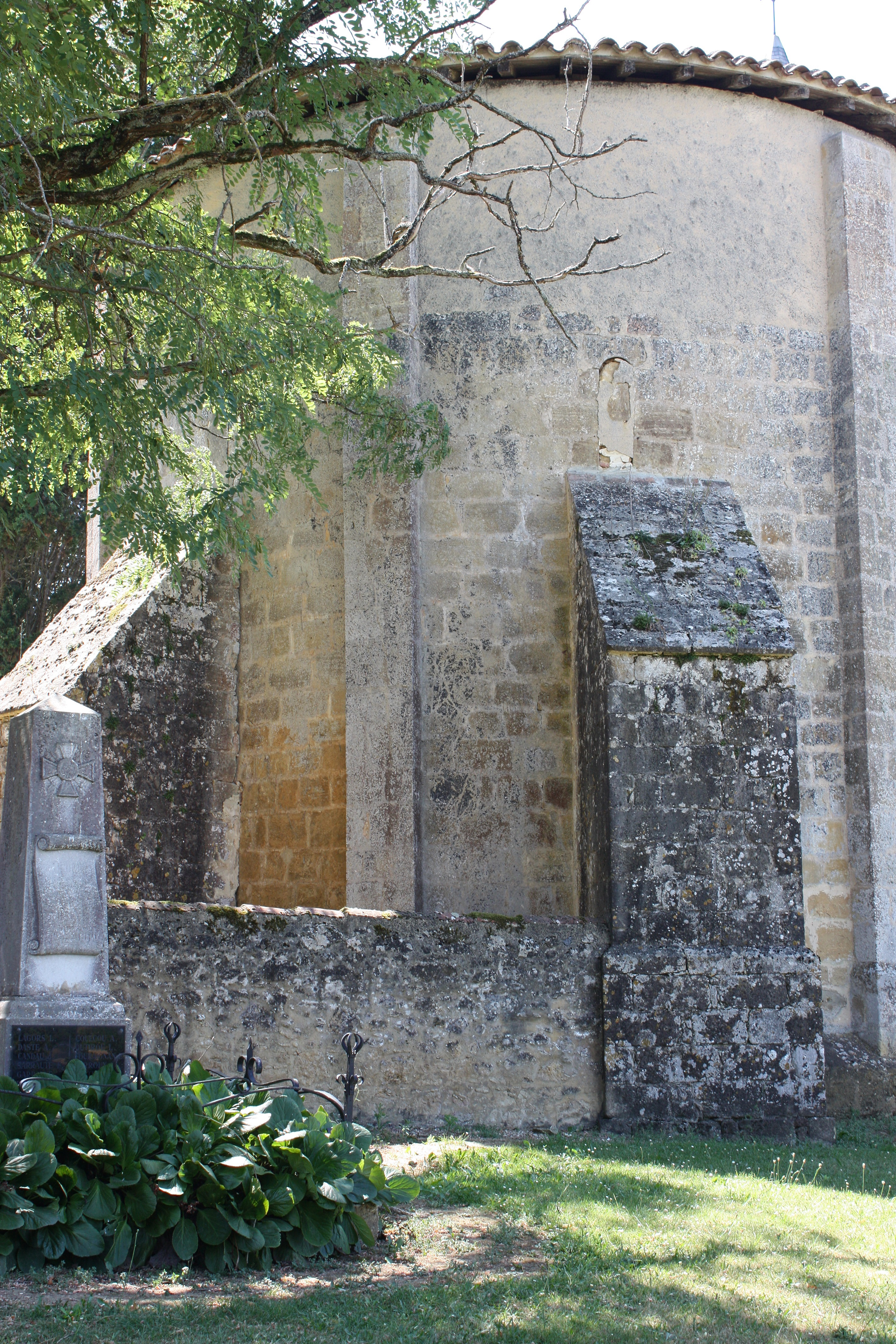
Apsis der Kirche Saint-Jean-Baptiste aus gallorömischer Zeit